# Altair Engineering (Automobilhersteller)
Altair Engineering war ein britischer Hersteller von Automobilen.

## Unternehmensgeschichte
Tony Weale, der zuvor bei Caterham Cars tätig war, gründete 2000 das Unternehmen in Reigate in der Grafschaft Surrey. Er begann mit der Produktion von Automobilen und Kits. Der Markenname lautete Altair. 2005 endete die Produktion. Insgesamt entstanden etwa fünf Exemplare.

## Fahrzeuge
Das einzige Modell war der 1172. Dies war ein Roadster im Stil der 1960er Jahre. Die Basis bildete ein Spaceframe-Fahrgestell. Darauf wurde eine zweisitzige Karosserie aus Aluminium montiert. Der Vierzylindermotor mit 1172 cm³ Hubraum und 30 PS Leistung kam vom Ford Popular.